# 三山五园

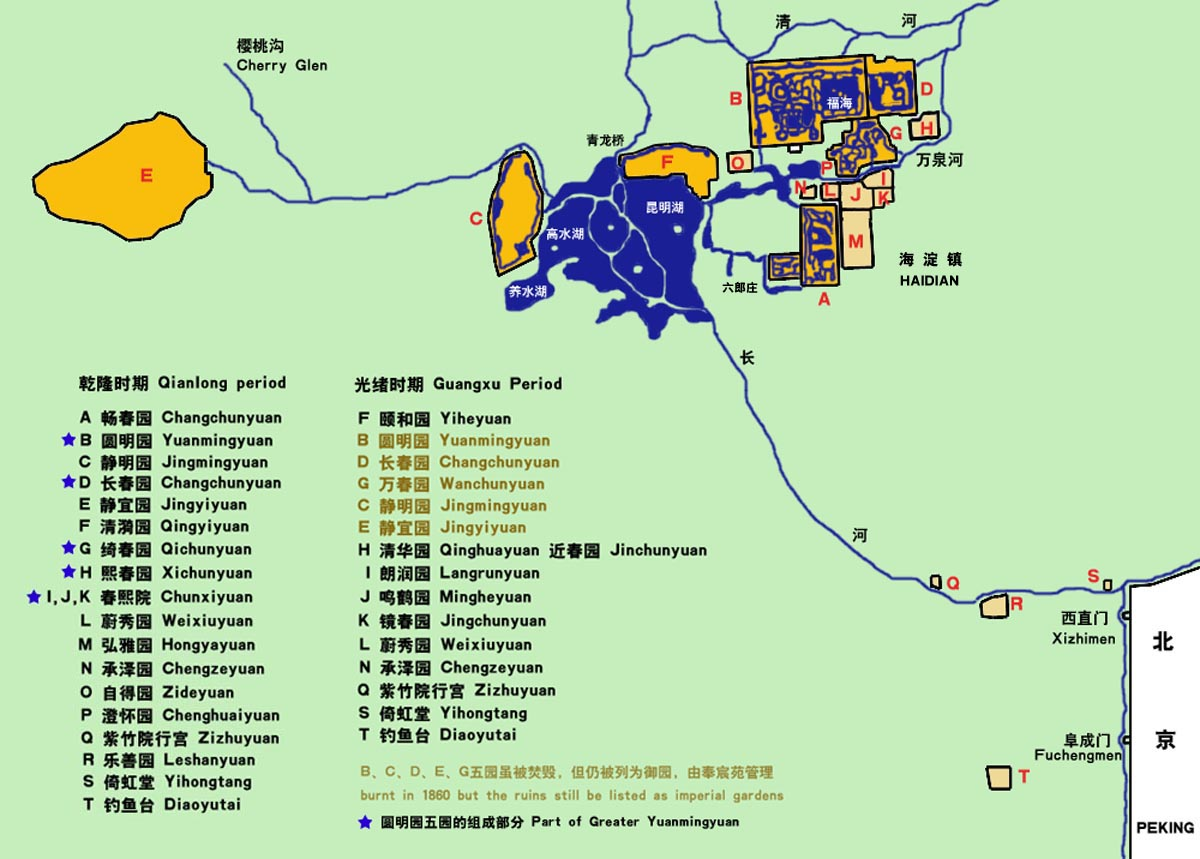
清朝时期北京西北的皇家园林建筑群

三山五园是指北京西北部的皇家园林群的统称。这些园林兴建于清康熙时期，兴盛于乾隆时期，大多在1860年第二次鸦片战争中被焚毁。

## 所指争议
有关三山五园的具体所指，目前比较通行的说法是：三山是指香山、玉泉山和万寿山。三座山上分别建有静宜园、静明园、清漪园（后为颐和园），此外还有附近的畅春园和圆明园，统称五园。
第二种说法认为，五园的范围不包括静宜园、静明园、清漪园，而是另指圆明园、长春园、绮春园（此三者合称为圆明园）和畅春园、西花园（此两者合称为畅春园）这五座园林。因此，“三山五园”实际上包括八座园林。
第三种说法则将畅春园排除在外，认为圆明三园及圆明园附属的另外两座园林——春和苑和熙春园才是“五园”。这种说法的理由是五园及三山都是供皇帝游幸的，而畅春园为皇太后居住的园林，不应包括在内。

## 历史

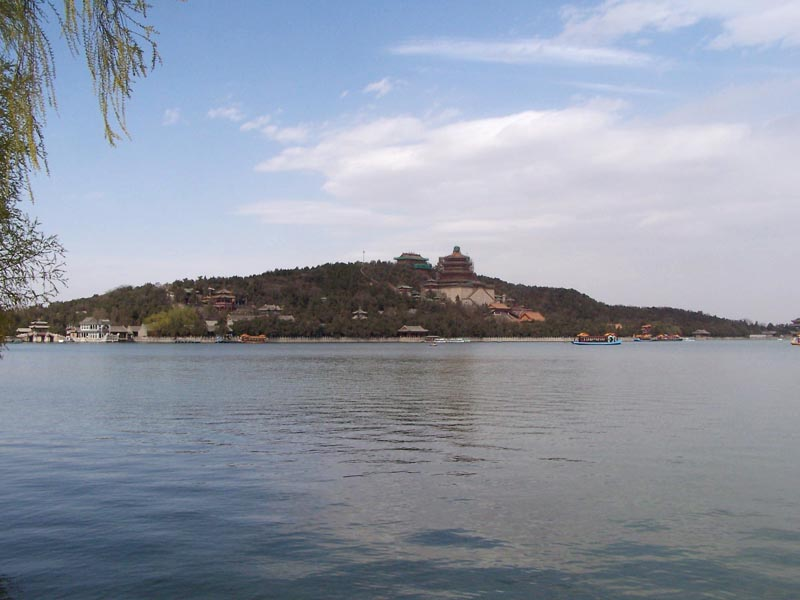
万寿山颐和园

北京西北郊区泉水丰富，风景秀丽，早在金朝便已在西山地区建立了名为“八大水院”的八处离宫。明朝时在此营建了多处带有园林的寺庙和私家园林，最著名的是外戚李伟的清华园（清代改建为畅春园，与现存的清华园同名异地）和米万钟的勺园（熙春園，後賜與大學士和珅改築淑春園，在今北京大学校园内）。但明朝时期由于西北存在蒙古边患，没有在北京西郊修建皇家园林。
清朝入关后，由于满族游猎文化影响，其皇帝不喜久居宫城，多在宫外寻找风景优美之处居住。顺治帝常居于南苑和皇城的西苑。康熙帝即位初期，于康熙十九年（1680年）将玉泉山南麓改为行宫，命名为“澄心园”，并在香山寺旁建行宫。康熙二十三年（1684年），在清华园废址上修建了畅春园，成为北京西郊第一处常年居住的离宫。在畅春园周围为各皇子和宠臣的赐园，著名的有圆明园、自得园、水村园等。
雍正三年（1725年），雍正帝将圆明园升为离宫，开始大规模扩建，将其面积由300亩扩大至约3000亩，并命名了“圆明园二十八景”。
乾隆帝即位后，开始了大规模的园林兴建。他首先在乾隆二年（1737年）将圆明园二十八景扩建为四十景，随后在乾隆十年（1745年）在其东边修建长春园。同年在香山修建静宜园，建成二十八景。1749年（乾隆十四年），为向其母祝寿，在瓮山（改名万寿山）兴建清漪园，至1764年建成。同一时期对太后居住的畅春园进行大修，在其西部增建西花园，为皇子读书居住之所。1750年（乾隆十五年）扩建玉泉山静明园（1692年由澄心园改名），将玉泉山全部圈占，并修建了静明园十六景，1759年建成。1760年，长春园北部西洋楼景区竣工。1769年，将圆明园东南若干皇子和公主赐园收回，并为绮春园。至此“三山五园”工程基本全部完成。
在全盛时期，自海淀镇至香山，分布着静宜园、静明园、清漪园、圆明园、长春园、绮春园、畅春园、西花园、熙春园、镜春园、淑春园、鸣鹤园、朗润园、弘雅园、澄怀园、自得园、含芳园、墨尔根园、诚亲王园、康亲王园、寿恩公主园、礼王园、泉宗庙花园、圣化寺花园等90多处皇家离宫御苑与赐园，园林连绵二十余里，蔚为壮观。
嘉庆帝以后，清朝国力逐渐衰落，无力增建新的园林。道光帝甚至令撤除三山各宫殿的家具陈设，实际上相当于将其废弃，放任不顾。1860年第二次鸦片战争中，英国军队将西郊各园林悉数焚毁。同治年间曾计划重建圆明园，为此拆除了周围附属园林中幸存建筑的木料，但因财力窘迫而被迫搁置。1884年集中力量重修了清漪园的前山部分，改名为颐和园。1900年八国联军占领北京后，虽然未对颐和园加以破坏，但移走了园中大量文物陈设，圆明园内的残存建筑和树木也被北京百姓哄抢殆尽。
清朝灭亡后，颐和园被列为皇室财产，对公众开放。1924年后由北平市政府接管，改为公园，但不少院落被改为私宅。香山静宜园遗址在清末被皇室赐给教育家英敛之、熊希龄等人，用于开办学校，民国时期香山多处地方被北洋政府官员圈占，兴建别墅。玉泉山的情况与之类似。
圆明园遗址中残存的石雕、栏杆、太湖石、围墙、砖瓦被移走兴建花园、坟墓（张作霖、谭延闿等人墓地均使用了圆明园石料），部分华表、石狮、假山湖石被移置于燕京大学、清华大学、正阳门、新华门、中山公园等处。畅春园残留遗迹也被搬运一空。圆明园周围各附属园林及亲王赐园，大多转卖给燕京大学和清华大学，以及民国显贵富商，部分园林保存至今。

## 现状
- 香山（静宜园）：作为公园对外开放参观游览。
- 万寿山（颐和园）：被列为全国重点文物保护单位和世界文化遗产，作为公园对外开放参观游览。
- 玉泉山（静明园）：被中央军委占用，作为办公和别墅区，禁止公众游客参观游览。
- 圆明园：已被开辟为圆明园遗址公园对外开放参观游览。
- 畅春园：遗址现为北京大学新校区和宿舍区，仅存恩佑寺和恩慕寺两处砖石山门。